# 최수봉
최수봉(崔壽鳳, 1894년 3월 3일~1921년 7월 8일)은 한국의 독립운동가이다.

## 생애
1919년에 3·1 운동이 일어나자 고향인 밀양에서 윤세주(尹世胄), 윤치형(尹致衡)과 함께 만세시위를 주도했다. 해당 사건으로 수배를 받게 되자 그는 만주로 망명했으며 이후 의열단에 가입하게 되었다.
1920년 12월, 밀양경찰서장이 경찰서 직원 19명을 사무실에 모아놓고 훈시하고 있을 때 폭탄을 던졌지만 불발되었다. 이에 자결을 시도했지만 실패하고 경찰에 붙잡혔으며, 1921년 7월 8일 오후 3시에 사형되었다.